# Campeonato Catarinense de Futebol de 2023 - Série A
O Campeonato Catarinense de Futebol da Série A de 2023, ou Catarinense Fort Atacadista 2023, foi a 98.ª edição da principal divisão do futebol catarinense. A competição contou com 12 clubes, marcando o retorno do Criciúma à primeira divisão do estado, e a estreia do novato Atlético Catarinense.

## Regulamento
Com a nova fórmula disputada desde a edição de 2021, o Campeonato Catarinense de 2023 seguiu o mesmo regulamento. A competição foi dividida em duas fases: a inicial em pontos corridos e a final em jogos de mata-mata.

### Primeira fase e fase final
Na primeira fase todas as equipes se enfrentam entre si em turno único. As oito primeiras colocadas estarão classificadas para os confrontos eliminatórios da segunda fase, que contará com jogos de ida e volta. A definição dos confrontos se dará pela posição das equipes na tabela, sendo que o  1º colocado enfrentará o 8º, o 2º encarará o 7º, o 3º jogará contra o 6º e o 4º pegará o 5º colocado. A diferença das temporadas anteriores é que em caso de igualdade nos dois duelos, o vencedor será conhecido nos pênaltis.
O campeão e o vice disputarão a Copa do Brasil de 2024. Já as equipes sem divisão nacional que terminarem entre as três melhores posições na classificação geral, garantem vaga para o Brasileirão Série D em 2024.

### Rebaixamento
As equipes que ao final da primeira fase, em pontos corridos, terminarem em 11ª e 12ª posições estarão rebaixadas e disputarão a Série B do Catarinense em 2024.

## Equipes participantes
| Clube | Cidade             | Em 2022      | Estádio                  | Capacidade | Títulos   | Participações |
| --- | ------------------ | ------------ | ------------------------ | ---------- | --------- | ------------- |
| Atlético Catarinense | São José           | 2º (Série B) | Orlando Scarpelli        | 19.584     | 0         | Estreante     |
| Avaí | Florianópolis      | 8º           | Ressacada                | 17.800     | 18 (2021) | 82            |
| Barra-SC | Balneário Camboriú | 10º          | Gigantão das Avenidas    | 6.010      | 0         | 2             |
| Brusque | Brusque            | 1º           | Augusto Bauer            | 5.000      | 2 (2022)  | 27            |
| Camboriú | Camboriú           | 2º           | Das Nações               | 4.100      | 0         | 5             |
| Chapecoense | Chapecó            | 6º           | Arena Condá              | 20.089     | 7 (2020)  | 50            |
| Concórdia | Concórdia          | 3º           | Domingos Machado de Lima | 5.000      | 0         | 6             |
| Criciúma | Criciúma           | 1º (Série B) | Heriberto Hülse          | 19.300     | 10 (2013) | 58            |
| Figueirense | Florianópolis      | 4º           | Orlando Scarpelli        | 19.584     | 18 (2018) | 79            |
| Hercílio Luz | Tubarão            | 5°           | Aníbal Costa             | 6.800      | 2 (1958)  | 36            |
| Joinville | Joinville          | 9º           | Arena Joinville          | 22.400     | 12 (2001) | 48            |
| Marcílio Dias | Itajaí             | 7º           | Gigantão das Avenidas    | 6.010      | 1 (1963)  | 61            |
| Floripa Florianópolis: Avaí Figueirense Atlético Catarinense Criciúma Barra-SC Camboriú Hercílio Luz Concórdia Brusque Chapecoense Marcílio Dias JoinvilleLocalização das equipes participantes. |                    |              |                          |            |           |               |

## Estádios
| Aníbal Costa      | Arena Condá        | Arena Joinville    | Augusto Bauer     | Domingos Machado  |
| Capacidade: 6.800 | Capacidade: 20.089 | Capacidade: 22.400 | Capacidade: 5.000 | Capacidade: 5.000 |
|                   |                    |                    |                   |                   |

| Gigantão das Avenidas | Heriberto Hülse    | Das Nações        | Orlando Scarpelli  | Ressacada          |
| Capacidade: 6.010     | Capacidade: 19.225 | Capacidade: 4.100 | Capacidade: 19.584 | Capacidade: 17.800 |
|                       |                    |                   |                    |                    |

## Primeira fase
| Pos | Equipes              | Pts | J  | V | E | D  | GP | GC | SG  | %  | Zona de classificação             |
| --- | -------------------- | --- | -- | - | - | -- | -- | -- | --- | -- | --------------------------------- |
| 1   | Hercílio Luz         | 22  | 11 | 6 | 4 | 1  | 9  | 3  | +6  | 67 | Classificados à fase final        |
| 2   | Chapecoense          | 20  | 11 | 5 | 5 | 1  | 16 | 7  | +9  | 61 | Classificados à fase final        |
| 3   | Brusque              | 19  | 11 | 4 | 7 | 0  | 11 | 6  | +5  | 58 | Classificados à fase final        |
| 4   | Criciúma             | 18  | 11 | 4 | 6 | 1  | 12 | 6  | +6  | 55 | Classificados à fase final        |
| 5   | Avaí                 | 17  | 11 | 5 | 2 | 4  | 18 | 14 | +4  | 52 | Classificados à fase final        |
| 6   | Concórdia            | 16  | 11 | 3 | 7 | 1  | 9  | 5  | +4  | 48 | Classificados à fase final        |
| 7   | Barra-SC             | 13  | 11 | 3 | 4 | 4  | 10 | 14 | –4  | 39 | Classificados à fase final        |
| 8   | Figueirense          | 12  | 11 | 3 | 3 | 5  | 11 | 13 | –2  | 36 | Classificados à fase final        |
| 9   | Joinville            | 12  | 11 | 2 | 6 | 3  | 10 | 6  | +4  | 36 |                                   |
| 10  | Marcílio Dias        | 11  | 11 | 3 | 2 | 6  | 8  | 15 | –7  | 33 |                                   |
| 11  | Camboriú             | 11  | 11 | 2 | 5 | 4  | 7  | 14 | –7  | 33 | Rebaixados para a Série B de 2024 |
| 12  | Atlético Catarinense | 1   | 11 | 0 | 1 | 10 | 2  | 20 | –18 | 3  | Rebaixados para a Série B de 2024 |

## Fase final
Em itálico, as equipes que disputarão a primeira partida como mandante. Em negrito, as equipes classificadas.
|  | Quartas de final | Quartas de final | Quartas de final | Quartas de final |   |              | Semifinais       | Semifinais       | Semifinais       | Semifinais       |  |         | Final          | Final          | Final          | Final          |  |  |
|  | 18 a 23 de março | 18 a 23 de março | 18 a 23 de março | 18 a 23 de março |   |              | 25 a 29 de março | 25 a 29 de março | 25 a 29 de março | 25 a 29 de março |  |         | 1 a 8 de abril | 1 a 8 de abril | 1 a 8 de abril | 1 a 8 de abril |  |  |
|  |                  |                  |                  |                  |   |              |                  |                  |                  |                  |  |         |                |                |                |                |  |  |
|  | Brusque          | 0                | 2                | 2                |   |              |                  |                  |                  |                  |  |         |                |                |                |                |  |  |
|  | Concórdia        | 0                | 0                | 0                |   |              |                  |                  |                  |                  |  |         |                |                |                |                |  |  |
|  | Concórdia        | 0                | 0                | 0                |   | Brusque      | 2                | 3                | 5                |                  |  |         |                |                |                |                |  |  |
|  |                  |                  |                  |                  |   | Brusque      | 2                | 3                | 5                |                  |  |         |                |                |                |                |  |  |
|  |                  | Barra-SC         | 1                | 1                | 2 |              |                  |                  |                  |                  |  |         |                |                |                |                |  |  |
|  | Chapecoense      | Barra-SC         | 1                | 1                | 2 | 0            | 1                | 1                |                  |                  |  |         |                |                |                |                |  |  |
|  | Chapecoense      |                  |                  |                  |   | 0            | 1                | 1                |                  |                  |  |         |                |                |                |                |  |  |
|  | Barra-SC         | 2                | 2                | 4                |   |              |                  |                  |                  |                  |  |         |                |                |                |                |  |  |
|  | Barra-SC         | 2                | 2                | 4                |   |              |                  |                  |                  |                  |  | Brusque | 0              | 0              | 0              |                |  |  |
|  |                  |                  |                  |                  |   |              |                  |                  |                  |                  |  | Brusque | 0              | 0              | 0              |                |  |  |
|  |                  | Criciúma         | 1                | 1                | 2 |              |                  |                  |                  |                  |  |         |                |                |                |                |  |  |
|  | Hercílio Luz     | Criciúma         | 1                | 1                | 2 | 1            | 0                | 1                |                  |                  |  |         |                |                |                |                |  |  |
|  | Hercílio Luz     |                  |                  |                  |   | 1            | 0                | 1                |                  |                  |  |         |                |                |                |                |  |  |
|  | Figueirense      | 0                | 0                | 0                |   |              |                  |                  |                  |                  |  |         |                |                |                |                |  |  |
|  | Figueirense      | 0                | 0                | 0                |   | Hercílio Luz | 0                | 2                | 2                |                  |  |         |                |                |                |                |  |  |
|  |                  |                  |                  |                  |   | Hercílio Luz | 0                | 2                | 2                |                  |  |         |                |                |                |                |  |  |
|  |                  | Criciúma         | 2                | 1                | 3 |              |                  |                  |                  |                  |  |         |                |                |                |                |  |  |
|  | Criciúma (pen)   | Criciúma         | 2                | 1                | 3 | 0            | 0                | 0 (14)           |                  |                  |  |         |                |                |                |                |  |  |
|  | Criciúma (pen)   |                  |                  |                  |   | 0            | 0                | 0 (14)           |                  |                  |  |         |                |                |                |                |  |  |
|  | Avaí             | 0                | 0                | 0 (13)           |   |              |                  |                  |                  |                  |  |         |                |                |                |                |  |  |

### Final

#### Partida de ida
| 1 de abril | Criciúma  | 1 − 0          | Brusque | Heriberto Hülse, Criciúma                                                 |
| 16:30      | Lohan 90' | Súmula Borderô |         | Público: 16 796 Renda: R$ 397.620,00 Árbitro: SC Bráulio da Silva Machado |

| Criciúma | Brusque |

#### Partida de volta
| 8 de abril | Brusque | 0 − 1          | Criciúma   | Augusto Bauer, Brusque                                            |
| 16:30      |         | Súmula Borderô | 77' Hélder | Público: 4 978 Renda: R$ 222.985,00 Árbitro: SC Ramon Abatti Abel |

| Brusque | Criciúma |

## Público
Maiores públicos
Estes são os dez maiores públicos pagantes do campeonato, sem considerar as partidas com portões fechados:
| N.º | Público | Mandante    | Placar | Visitante            | Estádio           | Data            | Rodada    | Ref.   |
| --- | ------- | ----------- | ------ | -------------------- | ----------------- | --------------- | --------- | ------ |
| 1   | 15 455  | Criciúma    | 1–0    | Brusque              | Heriberto Hülse   | 1 de abril      | Final     | [ 4 ]  |
| 2   | 13 549  | Criciúma    | 2–0    | Hercílio Luz         | Heriberto Hülse   | 25 de março     | Semifinal | [ 5 ]  |
| 3   | 12 941  | Criciúma    | 0–0    | Avaí                 | Heriberto Hülse   | 21 de março     | Quartas   | [ 6 ]  |
| 4   | 12 811  | Avaí        | 4–0    | Figueirense          | Ressacada         | 4 de fevereiro  | 5ª        | [ 7 ]  |
| 5   | 10 949  | Criciúma    | 1–0    | Figueirense          | Heriberto Hülse   | 25 de fevereiro | 9ª        | [ 8 ]  |
| 6   | 9 556   | Criciúma    | 2–0    | Atlético Catarinense | Heriberto Hülse   | 7 de março      | 10ª       | [ 9 ]  |
| 7   | 8 937   | Criciúma    | 1–1    | Joinville            | Heriberto Hülse   | 12 de fevereiro | 7ª        | [ 10 ] |
| 8   | 7 962   | Criciúma    | 0–1    | Marcílio Dias        | Heriberto Hülse   | 26 de janeiro   | 4ª        | [ 11 ] |
| 9   | 7 925   | Criciúma    | 0–0    | Concórdia            | Heriberto Hülse   | 15 de janeiro   | 1ª        | [ 12 ] |
| 10  | 7 374   | Figueirense | 0–1    | Hercílio Luz         | Orlando Scarpelli | 19 de março     | Quartas   | [ 13 ] |

Menores públicos
Estes são os dez menores públicos pagantes do campeonato, sem considerar as partidas com portões fechados:
| N.º | Público | Mandante             | Placar | Visitante            | Estádio                  | Data            | Rodada | Ref.   |
| --- | ------- | -------------------- | ------ | -------------------- | ------------------------ | --------------- | ------ | ------ |
| 1   | 196     | Atlético Catarinense | 1–2    | Marcílio Dias        | Orlando Scarpelli        | 11 de março     | 11ª    | [ 14 ] |
| 2   | 205     | Atlético Catarinense | 0–4    | Joinville            | Orlando Scarpelli        | 9 de fevereiro  | 6ª     | [ 15 ] |
| 3   | 282     | Barra-SC             | 1–0    | Atlético Catarinense | Gigantão das Avenidas    | 26 de janeiro   | 4ª     | [ 16 ] |
| 4   | 338     | Atlético Catarinense | 0–0    | Brusque              | Orlando Scarpelli        | 19 de janeiro   | 2ª     | [ 17 ] |
| 5   | 368     | Concórdia            | 0–0    | Barra-SC             | Domingos Machado de Lima | 22 de janeiro   | 3ª     | [ 18 ] |
| 6   | 375     | Concórdia            | 0–0    | Hercílio Luz         | Domingos Machado de Lima | 16 de fevereiro | 8ª     | [ 19 ] |
| 7   | 385     | Concórdia            | 3–0    | Atlético Catarinense | Domingos Machado de Lima | 12 de fevereiro | 7ª     | [ 20 ] |
| 8   | 416     | Barra-SC             | 0–1    | Criciúma             | Gigantão das Avenidas    | 19 de janeiro   | 2ª     | [ 21 ] |
| 9   | 461     | Atlético Catarinense | 0–1    | Hercílio Luz         | Orlando Scarpelli        | 5 de fevereiro  | 5ª     | [ 22 ] |
| 10  | 518     | Concórdia            | 0–0    | Figueirense          | Domingos Machado de Lima | 18 de janeiro   | 2ª     | [ 23 ] |

Médias de público
Estas são as médias de público dos clubes no campeonato. Considera-se apenas os jogos da equipe como mandante e o público pagante:
| Pos.  | Equipe               | Média  | Total   | Mandos | Maior  | Menor |
| ----- | -------------------- | ------ | ------- | ------ | ------ | ----- |
| 1     | Criciúma             | 10 909 | 87 274  | 8      | 15 455 | 7 925 |
| 2     | Avaí                 | 5 393  | 37 749  | 6      | 12 811 | 4 012 |
| 3     | Chapecoense          | 4 295  | 30 063  | 7      | 6 412  | 2 877 |
| 4     | Figueirense          | 4 014  | 28 097  | 7      | 7 374  | 2 307 |
| 5     | Joinville            | 3 137  | 15 684  | 5      | 5 872  | 1 918 |
| 6     | Hercílio Luz         | 2 279  | 18 236  | 8      | 4 343  | 744   |
| 7     | Brusque              | 2 025  | 18 229  | 9      | 4 304  | 940   |
| 8     | Marcílio Dias        | 1 852  | 9 260   | 5      | 2 075  | 1 415 |
| 9     | Camboriú             | 1 025  | 6 153   | 6      | 1 182  | 854   |
| 10    | Barra-SC             | 794    | 5 556   | 7      | 1 672  | 282   |
| 11    | Concórdia            | 619    | 4 335   | 7      | 1 172  | 368   |
| 12    | Atlético Catarinense | 579    | 2 894   | 5      | 1 694  | 196   |
| Total | Total                | 3 294  | 263 530 | 80     | 15 455 | 196   |

## Premiação
| Campeão da Série A do Campeonato Catarinense de 2023 |
| Criciúma                                             |
| ---------------------------------------------------- |
| Criciúma Campeão (11º título)                        |